# R.P.M.レーシング
『R.P.M.レーシング』（アールピーエムレーシング）は、アメリカ合衆国のシリコン&シナプスが制作し、北米ではInterplayから、日本ではビクター音楽産業から発売されたスーパーファミコン用レースゲーム。『R.P.M.』は『Radical Psycho Machine』の略。当ゲームは、コモドール64用ゲームソフト『Racing Destruction Set』（1985年）のリメイク作である。

## 概要
レースゲームとしては珍しく、シミュレーションRPGのようなクォータービューを採用している。1人プレイ、2人プレイともに上下2分割にされた画面でプレイする。ゲームモードはレギュラーシーズンを勝ち抜くモード、1戦のみを戦うモード、コンストラクションの3つ。コンストラクションモードではコース上に働く重力も設定できる。低重力設定にするとコースの背景が月面を模したものになる。

## ゲーム内容

### システム
4台同時スタートで既定周回をこなすとゴール。順位によって賞金が出る。賞金によってマシンの改造、上位カテゴリへの昇格などができる。
マシンはコース縁への激突やジャンプの着地、他車からの体当たり等によってダメージを受け、一定量（マシンのパーツ依存）で爆発する。地雷(後述)を踏むと即時爆発となる。爆発後は同地点で停車状態からのリスタートとなる。

### マシーン
- トラックタイプ
- スーパーカータイプ
- バギータイプ

### アイテム
- アーマー - 数種類が存在。主に耐久力に反映される。
- エンジン - 数種類が存在。主にスピードに反映される。
- タイヤ - 数種類が存在。主にステアリングに反映される。
- サスペンション - 数種類が存在。着地時のダメージを軽減する。
- ニトロ - 使用するとマシンが加速する。マシンの速度は激突時のダメージに比例するので注意が必要。
- オイル - 使用すると路面にオイルを撒く。オイル上はステアリングが効かなくなる。
- 地雷 - 使用すると路面に地雷を撒く。地雷を踏むと残りの耐久力に関わらず車両が爆発する。

## スタッフ
- プログラム：アイマン・アドハム、マイケル・モーハイム、レベッカ・ハインマン、アレン・アンダーソン
- プロデュース：マイケル・クオールズ
- アソシエイト・プロデューサー：マシュー・フィンドレー
- エグゼクティブ・プロデューサー：ブライアン・ファーゴ
- アート・ディレクター：トッド・J・キャマスタ
- アーティスト：ロバート・ネスラー、ジェイソン・マグネス、ブライアン・ギバーソン
- アディショナル・アート：SKAZOO、アンソニー・ゴメス、ロン・ミラー
- デザイン：マシュー・フィンドレー
- アディショナル・デザイン：マイケル・クオールズ、アイマン・アドハム、ブライアン・ギバーソン、ジェイソン・マグネス
- 音楽：ジョージ・サンガー
- サウンド：スコット・ラ・ロッカ、レベッカ・ハインマン
- プレイ・テスティング：ジェイコブ・R・ブッチャート三世、Et.AI

## 評価
ゲーム誌『ファミコン通信』の「クロスレビュー」では、7・6・7・6の合計26点（満40点）、『ファミリーコンピュータMagazine』の読者投票による「ゲーム通信簿」での評価は以下の通りとなっており、19.87点（満30点）となっている。この得点はスーパーファミコン全ソフトの中で198位（323本中、1993年時点）となっている。
| 項目 | キャラクタ | 音楽 | 操作性 | 熱中度 | お買得度 | オリジナリティ | 総合  |
| 得点 | 3.39       | 3.17 | 3.13   | 3.52   | 3.09     | 3.57           | 19.87 |